# Guianacara
Guianacara – rodzaj słodkowodnych ryb okoniokształtnych z rodziny pielęgnicowatych.
Występowanie: Ameryka Południowa

## Klasyfikacja
Gatunki zaliczane do tego rodzaju:
- Guianacara cuyunii
- Guianacara dacrya
- Guianacara geayi
- Guianacara oelemariensis
- Guianacara owroewefi
- Guianacara sphenozona
- Guianacara stergiosi